# Christer Petterson
Christer Petterson, född 3 november 1942, död 27 augusti 2006 i Huddinge, var en svensk musiker (trummis). Han var med i musikgruppen Hep Stars som han bildade 1963 tillsammans med basisten Lennart Hegland. Under en tid spelade de även i Gummibandet.